# ابرگو
ابرگو (به اسپانیایی: Abrego) یک سکونتگاه مسکونی در کلمبیا است که در بخش نورته د سانتاندر واقع شده‌است.

## خصوصیات
ابرگو ۱٫۵۸۲ کیلومترمربع مساحت و ۳۷٬۲۲۱ نفر جمعیت دارد.